# Proclamación de Islaz

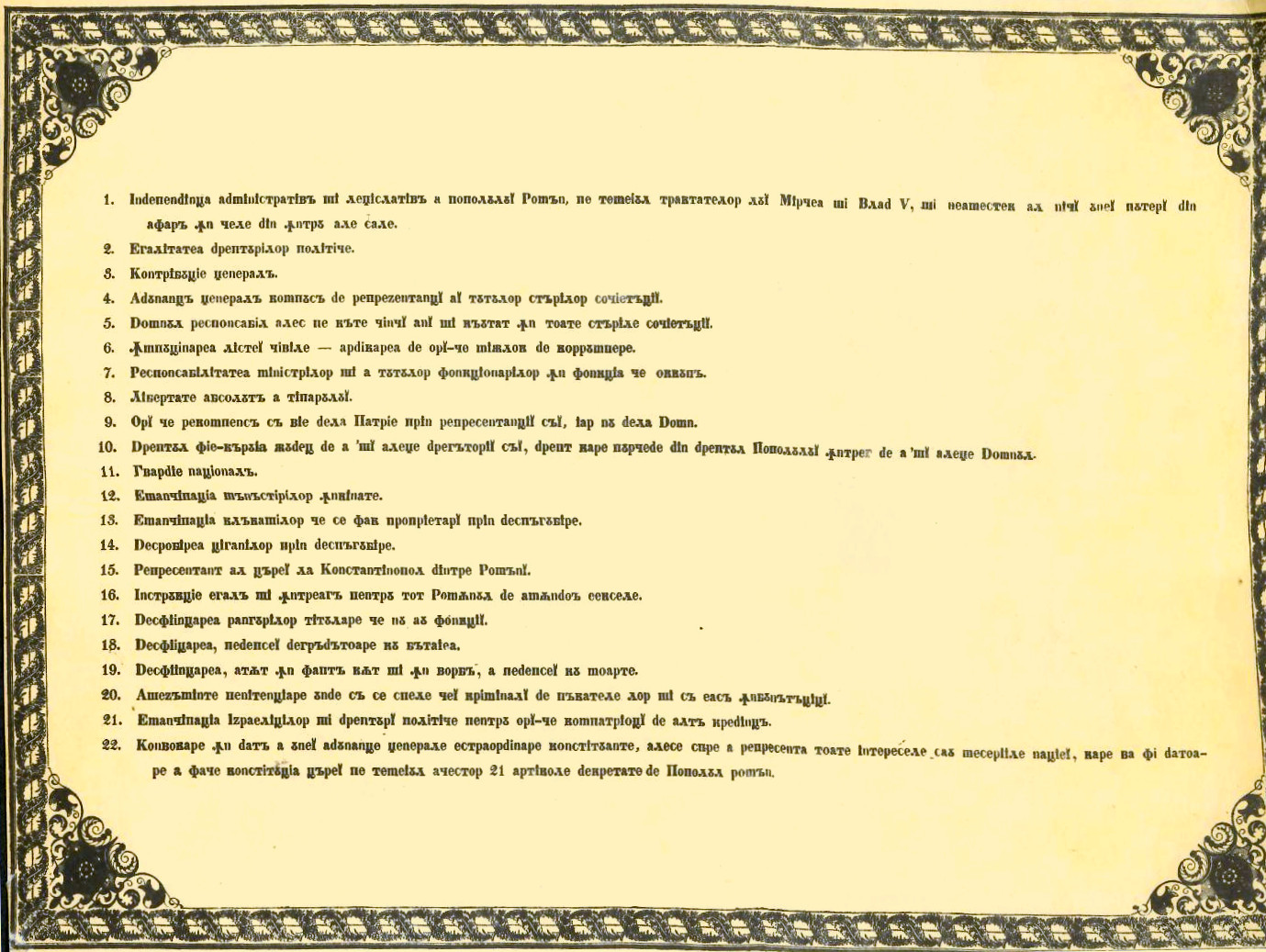
La Proclamación de Islaz de 1848 escrita en rumano, usando el alfabeto cirílico.

La Proclamación de Islaz (en rumano: Proclamaţia de la Islaz) fue el programa adoptado el 9 de junio de 1848 por los revolucionarios rumanos del principado de Valaquia. Fue escrito por Ion Heliade Rădulescu. El 11 de junio, bajo la presión de las masas, el príncipe de Valaquia Gheorghe Bibescu se vio forzado a aceptar los términos de la proclamación y reconoció al gobierno provisional revolucionario.

## Disposiciones
La proclamación de Islaz tiene la forma y el valor de una carta constitucional. De las 21 disposiciones cabe destacar:
- Independencia de la administración y la legislación.
- Separación de poderes.
- Igualación de los derechos de la gente.
- Elección de un domnitor (príncipe) cada cinco años.
- Reducción de la remuneración del domnitor.
- Emancipación de los siervos.
- Emancipación de los romaníes.
- Derechos iguales con el cristianismo para todas las demás confesiones.
- Educación general.
- Creación de un sistema de prisiones.
- Creación de una guardia nacional.

- Datos: Q6273740